# 2013年東亞運動會中華台北代表團
2013年東亞運動會中華台北代表團是中華民國（台灣）以“中華台北”名義，參與在中國天津舉行的2013年東亞運動會。

## 獎牌統計

### 獎牌項目
| 項目     | 金牌 | 銀牌 | 銅牌 | 總數 |
| -------- | ---- | ---- | ---- | ---- |
| 網球     | 5    | 5    | 2    | 12   |
| 龍舟     | 2    | 4    | 0    | 6    |
| 自由車   | 2    | 0    | 3    | 5    |
| 空手道   | 1    | 5    | 6    | 12   |
| 跆拳道   | 1    | 2    | 9    | 12   |
| 羽球     | 1    | 2    | 3    | 6    |
| 武術     | 1    | 2    | 1    | 4    |
| 競技體操 | 1    | 0    | 1    | 2    |
| 籃球     | 1    | 0    | 1    | 2    |
| 舉重     | 1    | 0    | 1    | 2    |
| 排球     | 1    | 0    | 0    | 1    |
| 田徑     | 0    | 3    | 4    | 7    |
| 射擊     | 0    | 2    | 0    | 2    |
| 軟式網球 | 0    | 1    | 4    | 5    |
| 保齡球   | 0    | 1    | 2    | 3    |
| 壁球     | 0    | 1    | 0    | 1    |
| 柔道     | 0    | 0    | 4    | 4    |
| 擊劍     | 0    | 0    | 2    | 2    |
| 棒球     | 0    | 0    | 1    | 1    |
| 桌球     | 0    | 0    | 1    | 1    |
| 曲棍球   | 0    | 0    | 1    | 1    |

### 獎牌得主
| 獎牌 | 運動員 | 運動     | 項目                   |
| ---- | --- | -------- | ---------------------- |
| 金牌 | 陳智郁 | 競技體操 | 男子吊環               |
| 金牌 | 林志傑 葛記豪 曾文鼎 戴維斯 田壘 蔡文誠 呂政儒 陳世杰 洪志善 簡浩 周柏臣 劉錚 | 籃球     | 男子團體               |
| 金牌 | 江天祐 呂姜耀強 黃建逢 王明俊 鄭儒謙 陳建禎 黃培閎 戴家瑞 劉鴻敏 林雍順 李佳軒 莊邵捷 | 排球     | 男子團體               |
| 金牌 | 蔡佳欣 李勝木 | 羽球     | 男子雙打               |
| 金牌 | 李欣翰 彭賢尹 | 網球     | 男子雙打               |
| 金牌 | 楊宗樺 黃亮祺 彭賢尹 李欣翰 | 網球     | 男子團體               |
| 金牌 | 詹詠然 詹皓晴 | 網球     | 女子雙打               |
| 金牌 | 詹詠然 詹皓晴 詹謹瑋 李亞軒 | 網球     | 女子團體               |
| 金牌 | 李欣翰 詹皓晴 | 網球     | 混合雙打               |
| 金牌 | 魏辰洋 | 跆拳道   | 男子63公斤級           |
| 金牌 | 嚴子堯 | 空手道   | 男子對打75公斤級       |
| 金牌 | 馮俊凱 | 自由車   | 男子個人公路賽         |
| 金牌 | 黃亭茵 | 自由車   | 女子個人公路賽         |
| 金牌 | 郭婞淳 | 舉重     | 女子58公斤級           |
| 金牌 | 李汶容 | 武術     | 女子劍術槍術全能       |
| 金牌 | 周智偉 蕭江宗元 余浩俊 吳陳柏 林傳憲 謝易龍 陳子信 游瑋杰 蔡亦恩 陳國銘 吳士良 黃舜天 周恩平 施泓輝 吳俊傑 陳諺霆 謝承恩 簡證嚴 邱泰源 林聖儒 莊英杰 陳子賢 陳周岳弘 王勝賓 陳昱瑋 潘翊文 | 龍舟     | 男子500公尺標準龍舟    |
| 金牌 | 周智偉 蕭江宗元 吳陳柏 游瑋杰 陳國銘 吳士良 周恩平 吳俊傑 陳諺霆 謝承恩 簡證嚴 邱泰源 林聖儒 陳子賢                                                                                       | 龍舟     | 男子500公尺小龍舟      |
| 銀牌 | 陳傑 | 田徑     | 男子400公尺跨欄        |
| 銀牌 | 黃士峰 | 田徑     | 男子標槍               |
| 銀牌 | 林家瑩 | 田徑     | 女子鉛球               |
| 銀牌 | 陳宏麟 呂佳彬 | 羽球     | 男子雙打               |
| 銀牌 | 戴資穎 王沛蓉 郭浴雯 陳詩盈 陳曉歡 蔡佩玲 姜凱心 | 羽球     | 女子團體               |
| 銀牌 | 黃亮祺 | 網球     | 男子單打               |
| 銀牌 | 楊宗樺 黃亮祺 | 網球     | 男子雙打               |
| 銀牌 | 詹謹瑋 | 網球     | 女子單打               |
| 銀牌 | 詹謹瑋 李亞軒 | 網球     | 女子雙打               |
| 銀牌 | 楊宗樺 詹詠然 | 網球     | 混合雙打               |
| 銀牌 | 黃政堯 | 壁球     | 男子單打               |
| 銀牌 | 簡秀蘭 李曉萍 周佳溱 王雅婷 潘育分 蔡昕宜 | 保齡球   | 女子五人賽             |
| 銀牌 | 楊勝發 林士淳 林聖發 余凱文 林佑澤 | 軟式網球 | 男子團體               |
| 銀牌 | 林琬婷 | 跆拳道   | 女子46公斤級           |
| 銀牌 | 彭佳惠 | 跆拳道   | 女子73公斤以上級       |
| 銀牌 | 謝政剛 | 空手道   | 男子對打55公斤級       |
| 銀牌 | 簡誠寬 | 空手道   | 男子對打60公斤級       |
| 銀牌 | 唐偉傑 | 空手道   | 男子對打67公斤級       |
| 銀牌 | 吳竣維 | 空手道   | 男子對打84公斤級       |
| 銀牌 | 陳彥卉 | 空手道   | 女子對打50公斤級       |
| 銀牌 | 杜禕依姿 | 射擊     | 女子10公尺空氣手槍     |
| 銀牌 | 余艾玟 杜禕依姿 吳佳穎 | 射擊     | 女子團體10公尺空氣手槍 |
| 銀牌 | 陳進昌 | 武術     | 男子散打52公斤級       |
| 銀牌 | 林芷妤 | 武術     | 女子南拳南刀全能       |
| 銀牌 | 周智偉 蕭江宗元 余浩俊 吳陳柏 林傳憲 謝易龍 陳子信 游瑋杰 蔡亦恩 陳國銘 吳士良 黃舜天 周恩平 施泓輝 吳俊傑 陳諺霆 謝承恩 簡證嚴 邱泰源 林聖儒 莊英杰 陳子賢 陳周岳弘 王勝賓 陳昱瑋 潘翊文 | 龍舟     | 男子200公尺標準龍舟    |
| 銀牌 | 周智偉 蕭江宗元 吳陳柏 游瑋杰 陳國銘 吳士良 周恩平 吳俊傑 陳諺霆 謝承恩 簡證嚴 邱泰源 林聖儒 陳子賢                                                                                       | 龍舟     | 男子200公尺小龍舟      |
| 銀牌 | 陳映辰 洪瑋 黃泯珏 簡琦芸 傅鈺儀 殷琬婷 巫欣樺 林郁婷 蔡喨羽 張乃分 許文馨 崔沛潔 江鈺烜 賴敬惠                                                                                           | 龍舟     | 女子200公尺小龍舟      |
| 銀牌 | 陳映辰 洪瑋 黃泯珏 簡琦芸 傅鈺儀 殷琬婷 巫欣樺 林郁婷 蔡喨羽 張乃分 許文馨 崔沛潔 江鈺烜 賴敬惠                                                                                           | 龍舟     | 女子500公尺小龍舟      |
| 銅牌 | 張銘煌 | 田徑     | 男子鉛球               |
| 銅牌 | 蔡易達 | 田徑     | 男子三級跳遠           |
| 銅牌 | 陳傑 王文堂 陳毓德 羅巖耀 | 田徑     | 男子4x400公尺接力      |
| 銅牌 | 徐詠潔 沈宛臻 柯靜婷 黃鈺晴 | 田徑     | 女子4x100公尺接力      |
| 銅牌 | 徐秉謙 | 競技體操 | 男子鞍馬               |
| 銅牌 | 陳禹勳 謝榮豪 黃勝雄 郭俊麟 張賢智 羅華韋 王躍霖 羅國華 王宗豪 黃佳瑋 劉時豪 張進德 林瀚 陳偉志 蕭帛庭 廖俊凱 許基宏 郭銘仁 林旺衛 羅國龍 王柏融 蔣智賢 陳品捷 楊志龍                     | 棒球     | 男子團體               |
| 銅牌 | 彭詩晴 黃凡珊 黃英利 楊雅惠 黃品蓁 吳宜庭 蔡佩真 林紀妏 王俐云 陳鈺君 張寧 謝佩君 | 籃球     | 女子團體               |
| 銅牌 | 周天成 許仁豪 李勝木 蔡佳欣 陳宏麟 呂佳彬 林家翾 | 羽球     | 男子團體               |
| 銅牌 | 程文欣 謝沛蓁 | 羽球     | 女子雙打               |
| 銅牌 | 陳宏麟 程文欣 | 羽球     | 混合雙打               |
| 銅牌 | 彭賢尹 | 網球     | 男子單打               |
| 銅牌 | 李亞軒 | 網球     | 女子單打               |
| 銅牌 | 鄭怡靜 黃怡樺 | 桌球     | 女子雙打               |
| 銅牌 | 簡秀蘭 李曉萍 | 保齡球   | 女子雙人賽             |
| 銅牌 | 周佳溱 潘育分 蔡昕宜 | 保齡球   | 女子三人賽             |
| 銅牌 | 施淑馨 蘇珮玲 楊婉雯 陳宛筠 許馨勻 曾菀茹 陳彩育 李幸陵 劉畇均 楊佳樺 林依靜 黃詩頜 劉育綺 陳秀琴 陳甄姿 吳旻璇                                                                           | 曲棍球   | 女子團體               |
| 銅牌 | 楊勝發 余凱文 | 軟式網球 | 男子雙打               |
| 銅牌 | 鄭竹玲 | 軟式網球 | 女子單打               |
| 銅牌 | 陳翊佳 鄭竹玲 | 軟式網球 | 女子雙打               |
| 銅牌 | 江婉綺 張文馨 陳翊佳 鄭竹玲 李知怡 | 軟式網球 | 女子團體               |
| 銅牌 | 許家霖 | 跆拳道   | 男子54公斤級           |
| 銅牌 | 黃丞靖 | 跆拳道   | 男子58公斤級           |
| 銅牌 | 莊子德 | 跆拳道   | 男子68公斤級           |
| 銅牌 | 簡億鑫 | 跆拳道   | 男子87公斤級           |
| 銅牌 | 孫譓檸 | 跆拳道   | 女子49公斤級           |
| 銅牌 | 林佳燕 | 跆拳道   | 女子53公斤級           |
| 銅牌 | 官怡妏 | 跆拳道   | 女子57公斤級           |
| 銅牌 | 張嫚婷 | 跆拳道   | 女子63公斤級           |
| 銅牌 | 莊佳佳 | 跆拳道   | 女子67公斤級           |
| 銅牌 | 方勝彥 | 空手道   | 男子對打84公斤以上級   |
| 銅牌 | 王翌達 | 空手道   | 男子個人型             |
| 銅牌 | 文姿云 | 空手道   | 女子對打55公斤級       |
| 銅牌 | 張婷 | 空手道   | 女子對打61公斤級       |
| 銅牌 | 趙柔 | 空手道   | 女子對打68公斤級       |
| 銅牌 | 簡慧萱 | 空手道   | 女子個人型             |
| 銅牌 | 蔡明諺 | 柔道     | 男子60公斤級           |
| 銅牌 | 簡家宏 | 柔道     | 男子66公斤級           |
| 銅牌 | 邱湘庭 | 柔道     | 女子48公斤級           |
| 銅牌 | 王思筑 | 柔道     | 女子78公斤級           |
| 銅牌 | 蕭世鑫 | 自由車   | 男子1公里個人計時賽    |
| 銅牌 | 蕭美玉 | 自由車   | 女子個人公路賽         |
| 銅牌 | 黃亭茵 | 自由車   | 女子個人追逐賽         |
| 銅牌 | 陳又綾 林怡均 吳宜瑾 陳惠瑄 | 擊劍     | 女子團體軍刀           |
| 銅牌 | 張佳鈴 徐若庭 鄭雅文 賴玉婷 | 擊劍     | 女子團體銳劍           |
| 銅牌 | 洪萬庭 | 舉重     | 女子69公斤級           |
| 銅牌 | 余芷瑄 | 武術     | 女子長拳               |

## 田徑
選手：張銘煌、黃士峰、林鴻敏、謝佳翰、蔡易達、許凱逸、羅巖耀、梁澤敬、楊慰廷、葛文斌、易緯鎮、劉元凱、潘柏宇、陳傑、王文堂、陳毓德、林家瑩、陳昭郡、徐詠潔、沈宛臻、柯靜婷、黃鈺晴

## 游泳
選手：張國基、吳浚鋒、王郁濂、林士傑、綜肇霖、李炫諺、蔡秉融、江信宏、許志傑、黃硯歆、蕭富祐、周偉良、宋欣憶、楊金桂、鄧羽彣、蘇詩涵、余苡甄、陳怡娟、黃玟綺、曾綾宣、廖曼汶、程琬容

## 競技體操
選手：陳智郁、陳金羚、邱茂華、徐秉謙、林威銘、簡偉翔、莊琇如、莊淑雲、蔡佳容、吳芷涵、范絜婷、蔡怡安

## 棒球
選手：陳禹勳、謝榮豪、黃勝雄、郭俊麟、張賢智、羅華韋、王躍霖、羅國華、王宗豪、黃佳瑋、劉時豪、張進德、林　瀚、陳偉志、蕭帛庭、廖俊凱、許基宏、郭銘仁、林旺衛、羅國龍、王柏融、蔣智賢、陳品捷、楊志龍

## 籃球
男子隊：許志傑、葛記豪、曾文鼎、戴維斯、田壘、蔡文誠、呂政儒、陳世杰、洪志善、簡浩、周柏臣、劉錚
女子隊：彭詩晴、黃凡珊、黃英利、楊雅惠、黃品蓁、吳宜庭、蔡佩真、林紀妏、王俐云、陳鈺君、張寧、謝佩君

## 足球
選手：鄭雅薰、楊雅涵、林曼婷、林凱玲、劉千芸、李綉琴、詹筆涵、林雅涵、余秀菁、陳燕萍、侯芳瑋、陳雅君、吳詩萍、林雅惠、陳佳惠、徐稚亭、魏采萍、林勻、江雅慧、王文雯、吳於璇、田月秀、潘亭儀

## 桌球
選手：陳建安、江宏傑、黃聖盛、李俊霖、廖振珽、鄭怡靜、黃怡樺、陳思羽、鄭先知、劉昱昕

## 羽球
選手：周天成、許仁豪、李勝木、蔡佳欣、陳宏麟、呂佳彬、林家翾、王子維、梁睿緯、廖冠皓、戴資穎、白驍馬、程文欣、謝沛蓁、王沛蓉、郭浴雯、陳詩盈、陳曉歡、蔡佩玲、姜凱心

## 網球
選手：楊宗樺、黃亮祺、彭賢尹、李欣翰、詹詠然、詹謹瑋、李亞軒、詹皓晴

## 排球
男子隊：江天祐、呂姜耀強、黃建逢、王明俊、鄭儒謙、陳建禎、黃培閎、戴家瑞、劉鴻敏、林雍順、李佳軒、莊邵捷
女子隊：溫憶慈、楊孟樺、陳怡如、楊怡真、吳韋華、李姿瑩、陳菀婷、簡佳慧、張瓈文、簡黃瑩、張妤嘉、曾琬羚

## 壁球
選手：黃政堯

## 保齡球
選手：鄭行超、陳永川、陳冠綸、黃騰葦、方志男、陳信安、簡秀蘭、李曉萍、周佳溱、王雅婷、潘育分、蔡昕宜

## 曲棍球
選手：施淑馨、蘇珮玲、楊婉雯、陳宛筠、許馨勻、曾菀茹、陳彩育、李幸陵、劉畇均、楊佳樺、林依靜、黃詩頜、劉育綺、陳秀琴、陳甄姿、吳旻璇

## 軟式網球
選手：楊勝發、林士淳、林聖發、余凱文、林佑澤、江婉綺、張文馨、陳翊佳、鄭竹玲、李知怡

## 跆拳道
選手：許家霖、黃丞靖、魏辰洋、莊子德、徐偉翔、簡億鑫、林琬婷、孫譓檸、林佳燕、官怡妏、張嫚婷、莊佳佳、彭佳惠

## 空手道
選手：謝政剛、簡誠寬、唐偉傑、嚴子堯、吳峻維、方勝彥、王翌達、陳彥卉、文姿云、張　婷、趙　柔、陳佳妤、簡慧萱

## 柔道
選手：蔡明諺、簡家宏、黃君達、吳文舜、張巍逞、黃國証、邱湘庭、楊佳琳、張雅筑、陳韻鼎、王思筑、孫佩妤

## 擊劍
選手：張佳鈴、徐若庭、鄭雅文、賴玉婷、陳又綾、林怡均、吳宜瑾、陳惠瑄

## 射擊
選手：呂紹全、余艾玟、杜禕依姿、吳佳穎、陳思薇

## 自由車
選手：蕭世鑫、廖國龍、巫帛宏、劉金峯、馮俊凱、洪坤弘、李偉誠、劉書銘、鄭宇秀、洪鈺婷、易芳如、黃亭茵、蕭美玉、黃合旬、李育萱

## 武術
選手：蕭詠日、曾彥崳、許凱貴、林訓呈、陳進昌、林芷妤、余芷瑄、陳宜盈、李汶容、粘楚璇

## 舉重
選手：郭婞淳、洪萬庭

## 龍舟
男子隊：周智偉、蕭江宗元、余浩俊、吳陳柏、林傳憲、謝易龍、陳子信、游瑋杰、蔡亦恩、陳國銘、吳士良、黃舜天、周恩平、施泓輝、吳俊傑、陳諺霆、謝承恩、簡證嚴、邱泰源、林聖儒、莊英杰、陳子賢、陳周岳弘、王勝賓、陳昱瑋、潘翊文
女子隊：陳映辰、洪瑋、黃泯珏、簡琦芸、傅鈺儀、殷琬婷、巫欣樺、林郁婷、蔡喨羽、張乃分、許文馨、崔沛潔、江鈺烜、賴敬惠

## 運動舞蹈
選手：彭彥鳴、林立、紀杏錡、陳雅彥